# Mitsubishi Heavy Industries Football Club 1984
Questa voce raccoglie le informazioni riguardanti il Mitsubishi Heavy Industries Football Club nelle competizioni ufficiali della stagione 1984.

## Stagione
Affidata la guida tecnica all'ex giocatore Kuniya Daini il Mitsubishi Heavy Industries, indebolito dalla partenza di Kazuo Ozaki, confermò i risultati della stagione precedente ottenendo una posizione di centroclassifica nella Japan Soccer League e uscendo al primo turno della Coppa dell'Imperatore a causa di una sconfitta contro gli studenti dell'Università di Fukuoka.

## Maglie e sponsor
Le maglie sono prodotte dalla Puma.
| Manica sinistra · Manica sinistra · Maglietta · Maglietta · Manica destra · Manica destra · Pantaloncini · Calzettoni |

## Organigramma societario
Area direttiva
- Presidente: Yoshisada Okano

Area tecnica
- Allenatore: Kuniya Daini
- Vice allenatore: Hiroshi Ochiai

## Rosa
| N. |                     | Ruolo | Calciatore          |
| -- | ------------------- | ----- | ------------------- |
| 1  | Giappone (bandiera) | P     | Satoshi Yamaguchi   |
| 2  | Giappone (bandiera) | D     | Akira Hashimoto     |
| 3  | Giappone (bandiera) | D     | Kazuo Saitō         |
| 4  | Giappone (bandiera) | D     | Kunihiko Suzuki     |
| 5  | Giappone (bandiera) | D     | Satoshi Kitasato    |
| 6  | Giappone (bandiera) | D     | Hisao Suzuki        |
| 7  | Giappone (bandiera) | C     | Masatoshi Matsunaga |
| 8  | Giappone (bandiera) | C     | Atsushi Natori      |
| 9  | Giappone (bandiera) | A     | Hiromi Hara         |
| 10 | Giappone (bandiera) | C     | Hiroshi Muramatsu   |
| 11 | Giappone (bandiera) | A     | Hisao Sekiguchi     |

| N. |                     | Ruolo | Calciatore         |
| -- | ------------------- | ----- | ------------------ |
| 12 | Giappone (bandiera) | A     | Koichi Kawazoe     |
| 13 | Giappone (bandiera) | C     | Shūzō Nakamura     |
| 14 | Giappone (bandiera) | D     | Yoichi Tachibana   |
| 15 | Giappone (bandiera) | A     | Yasushi Yoshida    |
| 16 | Giappone (bandiera) | D     | Yoshimasa Miyazaki |
| 17 | Giappone (bandiera) | A     | Hiroshi Nagatomi   |
| 18 | Giappone (bandiera) | C     | Hiroyuki Tsujiya   |
| 20 | Giappone (bandiera) | D     | Osamu Hirose       |
| 21 | Giappone (bandiera) | P     | Hiroyuki Takahashi |
| 22 | Giappone (bandiera) | P     | Akihisa Sonobe     |
| 23 | Giappone (bandiera) | A     | Hiroshi Ochiai     |

## Statistiche

### Statistiche di squadra
| Competizione          | Punti | Totale | Totale | Totale | Totale | Totale | Totale | DR  |
| Competizione          | Punti | G      | V      | N      | P      | Gf     | Gs     | DR  |
| --------------------- | ----- | ------ | ------ | ------ | ------ | ------ | ------ | --- |
| JSL Division 1        | 15    | 18     | 6      | 3      | 9      | 22     | 33     | -11 |
| JSL Cup               | -     | 1      | 0      | 0      | 1      | 0      | 1      | -1  |
| Coppa dell'Imperatore | -     | 2      | 0      | 1      | 1      | 1      | 3      | -2  |
| Totale                |       | 21     | 6      | 4      | 11     | 23     | 37     | -14 |